# Damian Sierpowski
Damian Sierpowski, pseudonim Sierp (ur. 1976) – polski pięściarz i strongman.
Wicemistrz Europy Centralnej Strongman w Parach, w latach 2007 i 2008. Mistrz Polski w przeciąganiu samochodu ciężarowego.

## Życiorys
Damian Sierpowski uprawiał boks, w wieku 16 lat zdobył tytuł wicemistrza Polski juniorów w wadzie ciężkiej. Uprawiał również podnoszenie ciężarów. Od 2002 r. trenuje jako strongman. Pierwszy raz wystartował w zawodach siłaczy w 2005 r. i od samego początku odnosił wiele sukcesów.
Damian Sierpowski mieszka we wsi Wydawy koło Rawicza. Jest żonaty i ma syna, a wiosną 2008 r. ponownie został ojcem. Jest przedsiębiorcą, dawniej prowadził firmę kamieniarską, obecnie prowadzi firmę transportową.
W roku 2014 zakończył karierę sportową.

## Osiągnięcia strongmana
- 2007
  - 2. miejsce – Mistrzostwa Europy Centralnej Strongman w Parach 2007 (z Michałem Szymerowskim), Polska
  - 1. miejsce – Puchar Polski Strongman: Eliminate Your Opponent Cup 2007
  - 1. miejsce – Puchar Europy Par Strongman WP 2007 (z Mariuszem Pudzianowskim), Oleśnica
- 2008
  - 2. miejsce – Mistrzostwa Europy Centralnej Strongman w Parach 2008 (z Lubomirem Libackim), Polska
- 2013
  - 1. miejsce – Mistrzostwa Polski w Przeciąganiu Tira 2013, Milicz
- 2014
  - 1. miejsce – Mistrzostwa Polski w Przeciąganiu Tira 2014, Rawicz